# Лычаков, Степан Александрович
Степан Александрович Лычаков (25 апреля 1909, Чируховская, Вологодская губерния — 28 мая 1968, Луза, Кировская область) — старшина Рабоче-крестьянской Красной Армии, участник Великой Отечественной войны, Герой Советского Союза (1943).

## Биография
Степан Лычаков родился 25 апреля 1909 года в деревне Чируховская (ныне — Лузский район Кировской области). После окончания начальной школы работал в колхозе. В июне 1941 года Лычаков был призван на службу в Рабоче-крестьянскую Красную Армию. С того же года — на фронтах Великой Отечественной войны.
К сентябрю 1943 года гвардии старший сержант Степан Лычаков командовал орудием 80-го гвардейского отдельного истребительно-противотанкового дивизиона 73-й гвардейской стрелковой дивизии 7-й гвардейской армии Степного фронта. Отличился во время битвы за Днепр. 27 сентября 1943 года во время боёв на плацдарме на западном берегу Днепра в районе села Бородаевка Верхнеднепровского района Днепропетровской области Украинской ССР расчёт Лычакова принимал участие в отражении большого количества немецких контратак, уничтожив 2 танка противника. В тех боях Лычаков получил контузию, но продолжал сражаться.
Указом Президиума Верховного Совета СССР от 26 октября 1943 года за «образцовое выполнение боевых заданий командования на фронте борьбы с немецкими захватчиками и проявленные при этом мужество и героизм» гвардии старший сержант Степан Лычаков был удостоен высокого звания Героя Советского Союза с вручением ордена Ленина и медали «Золотая Звезда» за номером 1351.
После окончания войны в звании старшины Лычаков был демобилизован. Проживал и работал в городе Луза Кировской области. Умер 28 мая 1968 года.
Был также награждён орденом Красной Звезды и рядом медалей.
В честь Лычакова названа улица в Лузе.